# Cabinet Beckstein
État libre de Bavière
Stoiber IV Seehofer I
Le cabinet Beckstein (en allemand : Kabinett Beckstein) est le gouvernement du Land allemand de la Bavière entre le 16 octobre 2007 et le 27 octobre 2008, durant la quinzième législature du Landtag.

## Coalition et majorité
Dirigé par le nouveau ministre-président conservateur Günther Beckstein, précédemment ministre de l'Intérieur, ce gouvernement est constitué et soutenu par la seule Union chrétienne-sociale en Bavière (CSU), qui dispose de 124 députés sur 180, soit 68,9 % des sièges au Landtag.
Il est formé à la suite de la démission du ministre-président Edmund Stoiber, au pouvoir depuis juin 1993, et succède au cabinet Stoiber IV, également constitué de la seule CSU. Critiqué pour sa gouvernance autoritaire, confronté à des accusations d'espionnage d'opposants internes et à une chute de la popularité de son parti, Stoiber, personnalité marquante de la politique allemande, préfère remettre sa démission avant la fin de son quatrième mandat. Celle-ci est officielle le 29 septembre 2008, le Landtag le remplaçant par Beckstein le 9 octobre suivant.
Aux élections régionales du 28 septembre 2008, la CSU perd plus de dix-sept points et doit abandonner sa majorité absolue, obtenue en 1962. Beckstein, pourtant chef de file du parti, renonce alors à se succéder. Les conservateurs désignent le ministre fédéral de l'Agriculture, Horst Seehofer, comme président et candidat à la direction de l'exécutif. Celui-ci forme alors une « coalition noire-jaune » avec le Parti libéral-démocrate (FDP) et constitue le cabinet Seehofer I.

## Composition

### Initiale (16 octobre 2007)
- Les nouveaux ministres sont indiqués en gras, ceux ayant changé d'attributions en italique.

| Portefeuille                                                                                 | Titulaire | Titulaire           | Parti |
| -------------------------------------------------------------------------------------------- | --------- | ------------------- | ----- |
| Ministre-président                                                                           |           | Günther Beckstein   | CSU   |
| Vice-ministre-présidente Ministre du Travail, de l'Ordre social, de la Famille et des Femmes |           | Christa Stewens     | CSU   |
| Ministre de l'Intérieur                                                                      |           | Joachim Herrmann    | CSU   |
| Ministre de la Justice                                                                       |           | Beate Merk          | CSU   |
| Ministre des Finances                                                                        |           | Erwin Huber         | CSU   |
| Ministre de l'Économie, des Infrastructures, des Transports et de la Technologie             |           | Emilia Müller       | CSU   |
| Ministre de l'Agriculture et des Forêts                                                      |           | Josef Miller        | CSU   |
| Ministre de l'Environnement, de la Santé et de la Protection du consommateur                 |           | Otmar Bernhard      | CSU   |
| Ministre de l'Enseignement et de l'Éducation                                                 |           | Siegfried Schneider | CSU   |
| Ministre de la Science, de la Recherche et des Arts                                          |           | Thomas Goppel       | CSU   |
| Ministre sans portefeuille Directeur de la chancellerie régionale                            |           | Eberhard Sinner     | CSU   |
| Ministre sans portefeuille Chargé des Affaires fédérales et européennes                      |           | Markus Söder        | CSU   |